# Velykyi Burluk (huyện)
Huyện Velykyi Burluk (tiếng Ukraina: Великобурлуцький район, chuyển tự: Velykyi Burluks’kyi raion) là một huyện của tỉnh Kharkiv thuộc Ukraina. Huyện Velykyi Burluk có diện tích 1221 km², dân số theo điều tra dân số ngày 5 tháng 12 năm 2001 là 28155 người với mật độ 23 người/km2. Trung tâm huyện nằm ở Velykyi Burluk.